# کریستف زوکوپ
کریستف زوکوپ (آلمانی: Christoph Soukup؛ زادهٔ ۱۱ اکتبر ۱۹۸۰) دوچرخه‌سوار اهل اتریش است. وی در بازی‌های المپیک تابستانی ۲۰۰۴ و ۲۰۰۸ شرکت کرده است.